# La Dispute
A La Dispute egy 2004-ben alakult amerikai post-hardcore együttes a Michigan állambeli Grand Rapidsből. A jelenlegi felállás: Jordan Dreyer (ének), Brad Vander Lugt (dob), Chad Sterenberg (gitár) és Adam Vass (basszusgitár).
Első, Vancouver című kislemezük 2006-ban jelent meg a Friction Records gondozásában, ezután ideiglenesen a Forest Life-hoz szerződtek, a 2008-as Here, Hear. és a Untitled 7" kislemezek után ismét kiadót váltottak. Az első album, a Somewhere at the Bottom of the River Between Vega and Altair már a No Sleep Recordsnál jelent meg a Here, Hear II. kislemezzel együtt. Ezt a Here, Hear III. (2009), a The Worth of the World (2010) és a Never Come Undone (2011) követte, majd 2011-ben a második nagylemez, a Wildlife. A harmadik album 2014. március 18-án jelent meg, Rooms of the House címmel.

## Történet

### Megalakulás, kezdeti évek és aVancouver(2004-2007)
A zenekart 2004 végén alapította két unokatestvér, Jordan Dreyer és Brad Vander Lugt, később csatlakozott hozzájuk Kevin Whittemore, Derek Sterenberg és Adam Kool. Dreyer nem a klasszikus értelemben vett énekes, a La Dispute előtt nem volt tagja másik együttesnek, nem zenével foglalkozott, hanem verseket és rövid történeteket írt. Az első fellépések helyszíne általában valamelyikük háza vagy a Grand Rapids belvárosában lévő Division Avenue Arts Collective művészeti galéria, közösségi és koncertközpont volt. 2006. április 15-én, egy nappal a Vancouver megjelenése után Chad Sterenberg helyét a bátyja, Derek vette át. Adam Vass basszusgitáros 2007-ben váltotta Adam Koolt. Jordan elmondása szerint ezzel a felállással kezdték el igazán komolyan venni a projektet.

### Here, Hear. I, II & IIIés aSomewhere at the Bottom of the River Between Vega and Altair(2008–2009)
Az együttes 2008 elején a dél-kaliforniai No Sleep Recordsszal írt alá szerződést. Ezt a lépést Jordan azzal magyarázta, hogy a kiadónak és nekik nagyon hasonlóak voltak a távlati terveik: "A No Sleep legfőbb vonzereje az volt, hogy miután beszéltünk Chris Hansennel [a kiadó alapítója], egyértelműen látszott, hogy a szándékai összhangban vannak a mieinkkel." Hogy kitöltsék a Vancouver és a készülő album közti időt, kiadták az Untitled 7" című exkluzív bakelitlemezt, amelyen már a stúdiózás idején készült két szám hallható (Only Everything Below, Shall Never Lose Its Power). Májusban megjelent a Here, Hear., amit később két folytatása követett. 2008. november 11-én megjelent az első nagylemez, a Somewhere at the Bottom of the River Between Vega and Altair, amit a Grand Rapids-i StudiOtte-ban rögzítettek. Az album dalszövegeinek témája egy kínai népmese köré szerveződnek, ami egy hercegről és egy hercegnőről szól, akiket az esküvő után elválaszt egymástól egy folyó, amin nem szabad átkelniük. A szövegek nem kötődnek szigorúan a meséhez, inkább kiindulási pontként használják a hasonló küzdelmek leírásához, amikkel az emberek szembenéznek. Az album pozitív fogadtatásra talált, a kritikusok elismerően írtak róla. Novemberben három lemezbemutató koncertet adtak Michigan államban: 8-án Grand Rapidsben, 14-én Traverse City-ben, 22-én pedig Howell városában. Ugyanekkor jött ki a Here, Hear II. kislemez, amit önállóan nem lehetett kapni, csak az album első háromszáz példányához járt.
2009. december 25-én jelent meg a magánkiadású Here, Hear III., amit az együttes Bandcamp-oldaláról lehetett letölteni. Ide egyúttal a korábbi kislemezek is felkerültek, valamint egy karácsonyi EP, a Winter Tour Holiday CD-R, ami két felvételt tartalmazott, a Twas the Night Before Christmas feldolgozását (eredetileg Clement Clarke Moore verse 1837-ből), valamint a First Snow in Silent Grand Rapids című új számot. Bár a dalok ingyen letölthetőek voltak, fizetni is lehetett értük, minden ilyen adományt a Well House Community Living of Grand Rapids javára fordítottak, ez egy nonprofit program, ami hajléktalan családok számára igyekszik átmeneti vagy állandó szállást biztosítani. Az adománygyűjtés 2010. január 17-éig tartott, a La Dispute jóvoltából 1715 dollár gyűlt össze. Az ezután érkezett összegeket a következő album kiadásának költségeire fordították.

## Tagok
Jelenlegi tagok
- Jordan Dreyer – ének, csörgődob (2004–napjainkig)
- Chad Sterenberg – gitár (2006–napjainkig)
- Adam Vass – basszusgitár (2007–napjainkig)
- Brad Vander Lugt – dob, ütőhangszerek, billentyű (2004–napjainkig)

Korábbi tagok
- Derek Sterenberg – gitár (2004–2006)
- Adam Kool – basszusgitár (2004–2007)
- Kevin Whittemore – gitár (2004–2014)

Idővonal

## Diszkográfia
Albumok
- Somewhere at the Bottom of the River Between Vega and Altair (2008)
- Wildlife (2011)
- Rooms of the House (2014)

Kislemezek
- Vancouver (2006)
- Untitled 7" (2008)
- Here, Hear. (2008)
- Here, Hear II. (2008)
- Here, Hear III. (2009)
- Searching for a Pulse/The Worth of the World (2010)
- Never Come Undone (2011)

## Fordítás
Ez a szócikk részben vagy egészben  a   La Dispute (band) című angol Wikipédia-szócikk fordításán alapul.  Az eredeti cikk szerkesztőit annak laptörténete sorolja fel. Ez a jelzés csupán a megfogalmazás eredetét és a szerzői jogokat jelzi, nem szolgál a cikkben szereplő információk forrásmegjelöléseként.

## Külső hivatkozások
- Hivatalos oldal
- Bandcamp
- last.fm